# تئودور واگنر
تئودور واگنر (انگلیسی: Theodor Wagner؛ زادهٔ ۶ اوت ۱۹۲۷ – درگذشته ۲۱ ژانویه ۲۰۲۰) یک بازیکن فوتبال اهل اتریش بود.
از باشگاه‌هایی که در آن بازی کرده‌است می‌توان به باشگاه فوتبال آدمیرا واکر مودلینگ اشاره کرد.
وی همچنین در تیم ملی فوتبال اتریش بازی کرده است.